# Luis Hinestroza
Luis Hinestroza (Antioquia, Colombia, 16 de agosto de 1992) es un futbolista colombiano. Juega como extremo y actualmente milita en Al-Mokawloon de la Primera División de Egipto.
Hinestroza se formó en el Boyacá Chicó de su natal Colombia. Para 2011, debutó en las ligas de ascenso de México, en donde pasó por los equipos Alebrijes de Oaxaca, Estudiantes Tecos, Coras de Tepic, Atlético de Chicago de Valdez y Santos de Soledad pero se dio a conocer en la Primera División de El Salvador jugando para el Santa Tecla y Alianza FC. Para 2018 ficha con en Al-Mokawloon de la Primera División de Egipto. equipo con el que se ha venido destacando.
En la séptima fecha de la temporada Liga Premier de Egipto 2021-22 enfrentando al Zamalek alcanzó la cifra de 100 partidos jugados con el Al-Mokawloon.

## Clubes
| Club                       | País           | Temporadas  |
| -------------------------- | -------------- | ----------- |
| Santos de Soledad          | México         | 2011        |
| Club Tijuana Sub-20        | México         | 2012        |
| Coras de Tepic             | México         | 2012        |
| Estudiantes Tecos          | México         | 2013 - 2014 |
| Alebrijes de Oaxaca        | México         | 2014        |
| Atlético Chicago de Valdez | México         | 2015        |
| Santa Tecla                | El Salvador    | 2015-2016   |
| Alianza FC                 | El Salvador    | 2017-2018   |
| Al-Mokawloon               | Egipto         | 2018-2023   |
| Erbil                      | Egipto         | 2023-2024   |
| Al-Safa FC                 | Arabia Saudita | 2024-2025   |

## Estadísticas
| Club                                | Div.          | Temporada     | Liga  | Liga  | Copas nacionales | Copas nacionales | Copas internacionales | Copas internacionales | Total | Total | Media goleadora |
| Club                                | Div.          | Temporada     | Part. | Goles | Part.            | Goles            | Part.                 | Goles                 | Part. | Goles | Media goleadora |
| ----------------------------------- | ------------- | ------------- | ----- | ----- | ---------------- | ---------------- | --------------------- | --------------------- | ----- | ----- | --------------- |
| Santos de Soledad · México          | 5ª            | 2011          | 14    | 1     | -                | -                | -                     | -                     | 14    | 1     | 0,07            |
| Santos de Soledad · México          | Total club    | Total club    | 14    | 1     | 0                | 0                | 0                     | 0                     | 14    | 1     | 0,07            |
| Coras de Tepic · México             | 3ª            | 2012          | 5     | 0     | -                | -                | -                     | -                     | 5     | 0     | 0,00            |
| Coras de Tepic · México             | Total club    | Total club    | 5     | 0     | 0                | 0                | 0                     | 0                     | 5     | 0     | 0,0             |
| Estudiantes Tecos · México          | 2ª            | 2014          | 15    | 1     | 2                | 0                | -                     | -                     | 17    | 1     | 0,05            |
| Estudiantes Tecos · México          | Total club    | Total club    | 15    | 1     | 2                | 0                | 0                     | 0                     | 17    | 1     | 0,05            |
| Alebrijes de Oaxaca · México        | 2ª            | 2014          | 10    | 5     | -                | -                | -                     | -                     | 10    | 5     | 0,50            |
| Alebrijes de Oaxaca · México        | Total club    | Total club    | 10    | 5     | 0                | 0                | 0                     | 0                     | 10    | 5     | 0,50            |
| Atlético Chicago de Valdez · México | 5ª            | 2015          | 23    | 8     | -                | -                | -                     | -                     | 23    | 8     | 0,34            |
| Atlético Chicago de Valdez · México | Total club    | Total club    | 23    | 8     | 0                | 0                | 0                     | 0                     | 23    | 8     | 0,34            |
| Santa Tecla · El Salvador           | 1ª            | 2015-2016     | 45    | 12    | -                | -                | 3                     | 0                     | 48    | 12    | 0,25            |
| Santa Tecla · El Salvador           | 1ª            | A-2016        | 0     | 0     | -                | -                | -                     | -                     | 0     | 0     | 0,00            |
| Santa Tecla · El Salvador           | Total club    | Total club    | 45    | 12    | 0                | 0                | 3                     | 0                     | 48    | 12    | 0,25            |
| Alianza · El Salvador               | 1ª            | C-2017        | 27    | 2     | -                | -                | 2                     | 0                     | 29    | 2     | 0,06            |
| Alianza · El Salvador               | 1ª            | 2017-2018     | 34    | 6     | -                | -                | 2                     | 0                     | 36    | 6     | 0,16            |
| Alianza · El Salvador               | Total club    | Total club    | 61    | 8     | 0                | 0                | 4                     | 0                     | 65    | 8     | 0,15            |
| Al-Mokawloon · Egipto               | 1ª            | 2018-19       | 30    | 3     | 1                | 1                | -                     | -                     | 31    | 4     | 0,12            |
| Al-Mokawloon · Egipto               | 1ª            | 2019-20       | 30    | 5     | 1                | 0                | -                     | -                     | 30    | 5     | 0,16            |
| Al-Mokawloon · Egipto               | 1ª            | 2020-21       | 30    | 6     | -                | -                | 2                     | 0                     | 32    | 6     | 0,08            |
| Al-Mokawloon · Egipto               | 1ª            | 2021-22       | 27    | 0     | 1                | 0                | -                     | -                     | 27    | 0     | 0,00            |
| Al-Mokawloon · Egipto               | 1ª            | 2022-23       | 29    | 0     | -                | -                | -                     | -                     | 29    | 0     | 0,00            |
| Al-Mokawloon · Egipto               | Total club    | Total club    | 146   | 14    | 3                | 1                | 2                     | 0                     | 152   | 15    | 0,16            |
| Total carrera                       | Total carrera | Total carrera | 308   | 49    | 5                | 1                | 9                     | 0                     | 322   | 50    | 0,17            |

## Palmarés

### Títulos nacionales
| Título                          | Club              | País        | Año  |
| ------------------------------- | ----------------- | ----------- | ---- |
| Torneo Clausura Liga de Ascenso | Estudiantes Tecos | México      | 2014 |
| Torneo Apertura                 | Alianza           | El Salvador | 2017 |

## Polémicas
En 2016, Hinestroza se vio envuelta en un conflicto administrativo entre los clubes Santa Tecla, Chalatenango e Isidro Metapán, por una triple firma de contrato laboral. El resultado fue una suspensión y una multa al jugador. Algunos meses después, Hinestroza pudo volver a jugar con Alianza FC.
En marzo de 2018 fue despedido de Alianza FC según el comunicado del club por falta de compromiso.